# Haut Saint-Pierre
Le Haut Saint-Pierre, ou mont Saint-Pierre, également appelé côte 325, est une colline située à Villers-Stoncourt, dans le département de la Moselle.

## Histoire
L'église située sur le Haut Saint-Pierre est liée à l'existence des religieuses bénédictines du monastère de Saint-Pierre-aux-Nonnains à Metz. Elle est dédiée à saint Pierre, ce qui donna son nom à cette côte. Cette église est rasée en 1854 et une nouvelle église est érigée dans le village-même en 1856. La chapelle commémorative est construite en 1865 à côté de celle-ci.
Le 6 juin 1976, à l’initiative de l’abbé Pierre Fauveau, est érigée une croix sur le Haut Saint-Pierre en mémoire des libérateurs de la Lorraine. Les quatre faces du socle portent des messages dont le serment de Koufra. On peut y lire également les noms Leclerc, Eisenhower, Patton et Lesd[Qui ?].

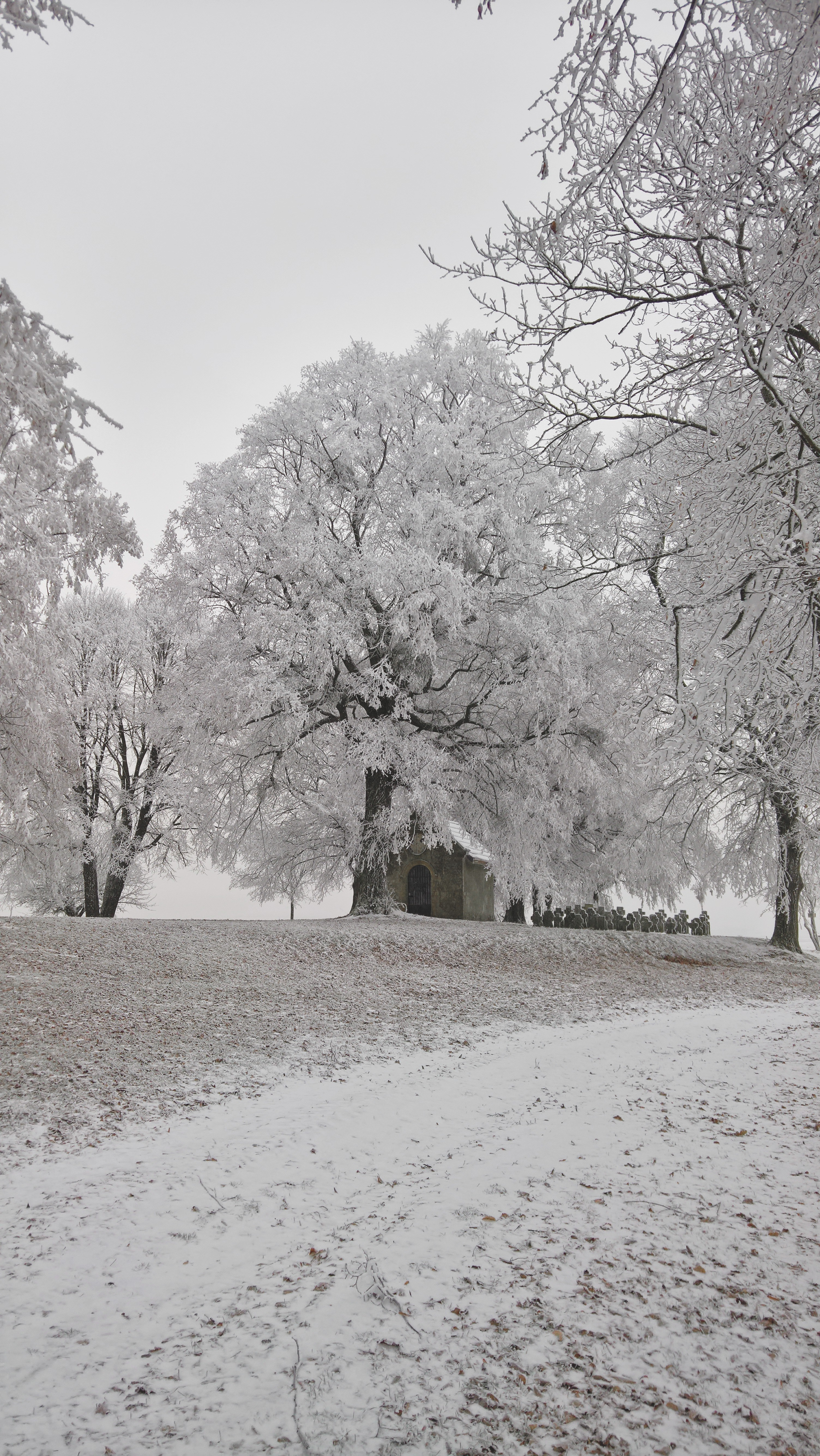
Vue de la chapelle.
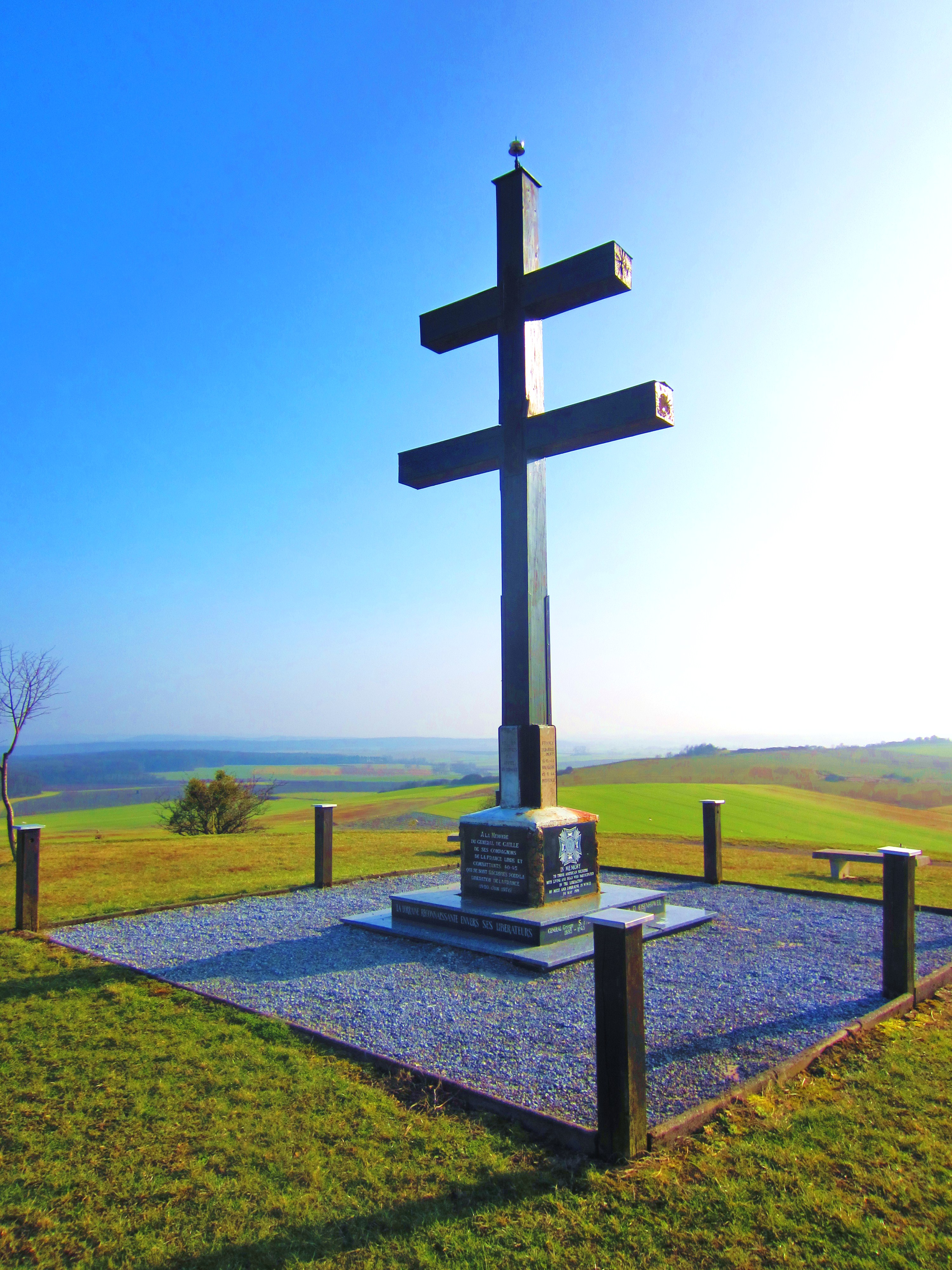
Mémorial de 1939-1945.